# فهرست سازندگان قهرمان فرمول یک جهان

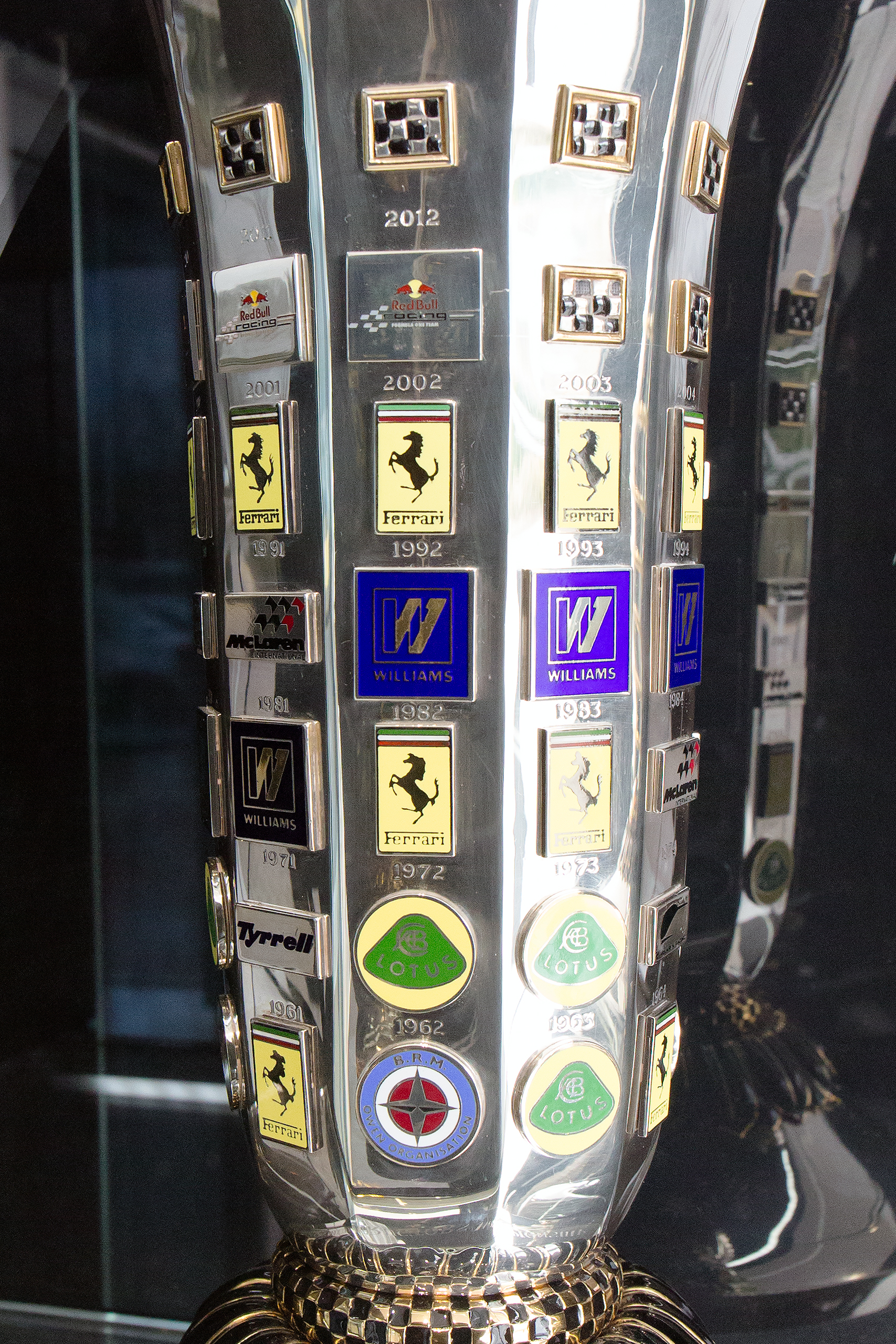
جایزهٔ سازندگان

عنوان سازندگان قهرمان فرمول یک جهان (به انگلیسی: Formula One World Constructors' Championship) (مخفف انگلیسی: WCC) از سوی فدراسیون بین‌المللی اتومبیل‌رانی بر پایهٔ امتیازهای بدست‌آمده از نتیجهٔ جایزه بزرگ‌ها به موفق‌ترین سازنده در پایان هر فصل از مسابقات فرمول یک اعطا می‌شود. جایزهٔ قهرمان سازندگان اولین بار با عنوان جام بین‌المللی برای تولیدکنندگان فرمول یک (به انگلیسی: International Cup for F1 Manufacturers) در فصل ۱۹۵۸ به تیم ون وال تعلق گرفت.
امتیازهای قهرمانی سازندگان برای یک سازنده از مجموع امتیازهای کسب‌شده توسط هریک از رانندگان آن سازنده در هر فصل محاسبه می‌شود. تا پیش از فصل ۱۹۷۹، تنها امتیازهای کسب شده توسط راننده‌ای از یک تیم سازنده با بالاترین امتیاز جهت محاسبهٔ امتیاز و جایگاه یک سازنده در رده‌بندی قهرمانی سازندگان در نظر گرفته می‌شد. تنها در ده مورد سازنده‌ای که عنوان قهرمانی سازندگان جهان را کسب کرده‌بود دربردارندهٔ راننده‌ای نبود که در همان فصل به مقام قهرمانی رانندگان جهان دست یافته‌بود.
در طول ۶۳ فصلی که عنوان قهرمانی جهان به سازندگان اعطا شده‌است، تنها ۱۵ سازندهٔ مختلف این عنوان را کسب کرده‌اند. از میان این سازندگان، اسکودریا فراری با ۱۶ قهرمانی و ۶ قهرمانی متوالی از فصل ۱۹۹۹ تا ۲۰۰۴ موفق‌ترین آن‌ها بوده‌است. سازندگان قهرمان جهان تنها دارای ۵ ملیت مختلف بوده‌اند: بریتانیا (۳۳ عنوان قهرمانی با ۱۰ سازندهٔ مختلف)، ایتالیا (۱۶ قهرمانی با فراری)، آلمان (۸ قهرمانی با مرسدس)، اتریش (۴ قهرمانی با ردبول) و فرانسه (۳ قهرمانی با دو سازنده). با این حال تمام عنوان‌های کسب‌شده با ملیت آلمانی، اتریشی و فرانسوی، بوسیلهٔ خودروهایی بدست آمده‌اند که طراحی، ساخت، و راندن آن‌ها در مسابقات توسط تیم‌هایی با ریشهٔ بریتانیایی انجام گرفته‌است. در میان رانندگانی که حداقل یک امتیاز مؤثر بر کسب عنوان قهرمانی یک سازنده را کسب کرده‌اند، مایکل شوماخر با نقش داشتن در کسب شش عنوان برای تیم فراری، که همه ی آن ها به صورت پیاپی بوده‌است، دارای رکورد غیررسمی است. شوماخر همزمان با کسب پنج مورد از قهرمانی‌های فراری، عنوان قهرمان رانندگان جهان را کسب کرده‌است. همچنین لوییس همیلتون نیز از فصل ۲۰۱۴ تا ۲۰۲۱ نقش به سزایی در کسب ۸ عنوان قهرمانی پی در پی مرسدس ایفا کرد و ۶ فصل را قهرمان رانندگان جهان نیز شد.

## بر پایه فصل
| فصل  | سازنده       | سازنده   | تایر | رانندگان                                                                         | پول پوزیشن | پیروزی | سکو | سریع‌ترین دور | امتیاز | تفاضل (امتیاز) |
| فصل  | شاسی         | موتور    | تایر | رانندگان                                                                         | پول پوزیشن | پیروزی | سکو | سریع‌ترین دور | امتیاز | تفاضل (امتیاز) |
| ---- | ------------ | -------- | ---- | -------------------------------------------------------------------------------- | ---------- | ------ | --- | ------------ | ------ | -------------- |
| ۱۹۵۸ | ون‌وال        | ون‌وال    | D    | استیرلینگ ماس تونی بروکز                                                         | ۵          | ۶      | ۹   | ۳            | ۴۸     | ۸              |
| ۱۹۵۹ | کوپر         | کلایمکس  | D    | جک برابهام استیرلینگ ماس بروس مک‌لارن                                             | ۵          | ۵      | ۱۳  | ۵            | ۴۰     | ۸              |
| ۱۹۶۰ | کوپر         | کلایمکس  | D    | جک برابهام بروس مک‌لارن                                                           | ۴          | ۶      | ۱۴  | ۵            | ۴۸     | ۱۴             |
| ۱۹۶۱ | فراری        | فراری    | D    | فیل هیل ولفگانگ فون تریپس                                                        | ۶          | ۵      | ۱۴  | ۵            | ۴۵     | ۱۰             |
| ۱۹۶۲ | بی‌آرام       | بی ‌آر ام | D    | گراهام هیل                                                                       | ۱          | ۴      | ۸   | ۳            | ۴۲     | ۶              |
| ۱۹۶۳ | لوتوس        | کلایمکس  | D    | جیم کلارک                                                                        | ۷          | ۷      | ۹   | ۶            | ۵۴     | ۱۸             |
| ۱۹۶۴ | فراری        | فراری    | D    | جان سرتیز لورنزو باندینی                                                         | ۲          | ۳      | ۱۰  | ۲            | ۴۵     | ۳              |
| ۱۹۶۵ | لوتوس        | کلایمکس  | D    | جیم کلارک                                                                        | ۶          | ۶      | ۷   | ۶            | ۵۴     | ۹              |
| ۱۹۶۶ | برابهام      | رپکو     | G    | جک برابهام                                                                       | ۳          | ۴      | ۹   | ۲            | ۴۲     | ۱۱             |
| ۱۹۶۷ | برابهام      | رپکو     | G    | دنی هولم جک برابهام                                                              | ۲          | ۴      | ۱۴  | ۲            | ۶۳     | ۱۹             |
| ۱۹۶۸ | لوتوس        | فورد     | F    | گراهام هیل جو سیفرت جیم کلارک جکی الیور                                          | ۵          | ۵      | ۹   | ۵            | ۶۲     | ۱۳             |
| ۱۹۶۹ | ماترا        | فورد     | D    | جکی استوارت ژان-پیر بولتویز                                                      | ۲          | ۶      | ۱۰  | ۶            | ۶۶     | ۱۷             |
| ۱۹۷۰ | لوتوس        | فورد     | F    | یوخن رینت امرسون فیتیپالدی گراهام هیل جان مایلز                                  | ۳          | ۶      | ۷   | ۱            | ۵۹     | ۷              |
| ۱۹۷۱ | تایرل        | فورد     | G    | جکی استوارت فرانسوا سورت                                                         | ۶          | ۷      | ۱۱  | ۴            | ۷۳     | ۳۷             |
| ۱۹۷۲ | لوتوس        | فورد     | F    | امرسون فیتیپالدی                                                                 | ۳          | ۵      | ۸   | ۴            | ۶۱     | ۱۰             |
| ۱۹۷۳ | لوتوس        | فورد     | G    | ۱. امرسون فیتیپالدی ۲. رونی پیترسن                                               | ۱۰         | ۷      | ۱۵  | ۷            | ۹۲     | ۱۰             |
| ۱۹۷۴ | مک‌لارن       | فورد     | G    | ۵. امرسون فیتیپالدی ۶. دنی هیولم ۳۳. مایک هیلوود (۳۳). دیوید هابز (۳۳). یوخن ماس | ۲          | ۴      | ۱۰  | ۱            | ۷۳     | ۸              |
| ۱۹۷۵ | فراری        | فراری    | G    | ۱۱. کلی رگاتزونی ۱۲. نیکی لائودا                                                 | ۹          | ۶      | ۱۱  | ۶            | ۷۲٫۵   | ۱۸٫۵           |
| ۱۹۷۶ | فراری        | فراری    | G    | ۱. نیکی لائودا ۲. کلی رگاتزونی                                                   | ۴          | ۶      | ۱۳  | ۷            | ۸۳     | ۹              |
| ۱۹۷۷ | فراری        | فراری    | G    | ۱۱. نیکی لائودا ۱۲. کارلوس روتمان                                                | ۲          | ۴      | ۱۶  | ۳            | ۹۵     | ۳۳             |
| ۱۹۷۸ | لوتوس        | فورد     | G    | ۵. ماریو اندرتی ۶. رونی پیترسن                                                   | ۱۲         | ۸      | ۱۴  | ۷            | ۸۶     | ۲۸             |
| ۱۹۷۹ | فراری        | فراری    | M    | ۱۱. جودی شکتر ۱۲. ژیل ویلنوو                                                     | ۲          | ۶      | ۱۳  | ۶            | ۱۱۳    | ۳۸             |
| ۱۹۸۰ | ویلیامز      | فورد     | G    | ۲۷. آلن جونز ۲۸. کارلوس روتمان                                                   | ۳          | ۶      | ۱۸  | ۵            | ۱۲۰    | ۵۴             |
| ۱۹۸۱ | ویلیامز      | فورد     | G    | ۱. آلن جونز ۲. کارلوس روتمان                                                     | ۲          | ۴      | ۱۳  | ۷            | ۹۵     | ۳۴             |
| ۱۹۸۲ | فراری        | فراری    | G    | ۲۷. ژیل ویلنوو ۲۸. دیدیه پیرونی (۲۷). پاتریک تامبی (۲۸). ماریو اندرتی            | ۳          | ۳      | ۱۱  | ۲            | ۷۴     | ۵              |
| ۱۹۸۳ | فراری        | فراری    | G    | ۲۷. پاتریک تامبی ۲۸. رنه آرنوکس                                                  | ۸          | ۴      | ۱۲  | ۳            | ۸۹     | ۱۰             |
| ۱۹۸۴ | مک‌لارن       | تگ       | M    | ۷. آلن پروست ۸. نیکی لائودا                                                      | ۳          | ۱۲     | ۱۸  | ۸            | ۱۴۳٫۵  | ۸۶             |
| ۱۹۸۵ | مک‌لارن       | تگ       | G    | ۱. نیکی لائودا ۲. آلن پروست (۱). جان واتسون                                      | ۲          | ۶      | ۱۲  | ۶            | ۹۰     | ۸              |
| ۱۹۸۶ | ویلیامز      | هوندا    | G    | ۵. نایجل منسل ۶. نلسون پیکه                                                      | ۴          | ۹      | ۱۹  | ۱۱           | ۱۴۱    | ۴۵             |
| ۱۹۸۷ | ویلیامز      | هوندا    | G    | ۵. نایجل منسل ۶. نلسون پیکه (۵). ریکاردو پاتریس                                  | ۱۲         | ۹      | ۱۸  | ۷            | ۱۳۷    | ۶۱             |
| ۱۹۸۸ | مک‌لارن       | هوندا    | G    | ۱۱. آلن پروست ۱۲. آیرتون سنا                                                     | ۱۵         | ۱۵     | ۲۵  | ۱۰           | ۱۹۹    | ۱۳۴            |
| ۱۹۸۹ | مک‌لارن       | هوندا    | G    | ۱. آیرتون سنا ۲. آلن پروست                                                       | ۱۵         | ۱۰     | ۱۸  | ۸            | ۱۴۱    | ۶۴             |
| ۱۹۹۰ | مک‌لارن       | هوندا    | G    | ۲۷. آیرتون سنا ۲۸. گرهارد برگر                                                   | ۱۲         | ۶      | ۱۸  | ۵            | ۱۲۱    | ۱۱             |
| ۱۹۹۱ | مک‌لارن       | هوندا    | G    | ۱. آیرتون سنا ۲. گرهارد برگر                                                     | ۱۰         | ۸      | ۱۸  | ۴            | ۱۳۹    | ۱۴             |
| ۱۹۹۲ | ویلیامز      | رنو      | G    | ۵. نایجل منسل ۶. ریکاردو پاتریس                                                  | ۱۵         | ۱۰     | ۲۱  | ۱۱           | ۱۶۴    | ۶۵             |
| ۱۹۹۳ | ویلیامز      | رنو      | G    | ۰. دیمون هیل ۲. آلن پروست                                                        | ۱۵         | ۱۰     | ۲۲  | ۱۰           | ۱۶۸    | ۸۴             |
| ۱۹۹۴ | ویلیامز      | رنو      | G    | ۰. دیمون هیل ۲. آیرتون سنا (۲). دیوید کولتارد (۲). نایجل منسل                    | ۶          | ۷      | ۱۳  | ۸            | ۱۱۸    | ۱۵             |
| ۱۹۹۵ | بنتون        | رنو      | G    | ۱. مایکل شوماخر ۲. جانی هربرت                                                    | ۴          | ۱۱     | ۱۵  | ۸            | ۱۳۷    | ۲۵             |
| ۱۹۹۶ | ویلیامز      | رنو      | G    | ۵. دیمون هیل ۶. ژک ویلنوو                                                        | ۱۲         | ۱۲     | ۲۱  | ۱۱           | ۱۷۵    | ۱۰۵            |
| ۱۹۹۷ | ویلیامز      | رنو      | G    | ۳. ژک ویلنوو ۴. هاینز-هرالد فرنتزن                                               | ۱۰         | ۸      | ۱۵  | ۹            | ۱۲۳    | ۲۱             |
| ۱۹۹۸ | مک‌لارن       | مرسدس    | B    | ۷. دیوید کولتارد ۸. میکا هاکینن                                                  | ۱۲         | ۹      | ۲۰  | ۹            | ۱۵۶    | ۲۳             |
| ۱۹۹۹ | فراری        | فراری    | B    | ۳. مایکل شوماخر ۴. ادی اروین (۳). میکا سالو                                      | ۳          | ۶      | ۱۷  | ۶            | ۱۲۸    | ۴              |
| ۲۰۰۰ | فراری        | فراری    | B    | ۳. مایکل شوماخر ۴. روبنس باریکلو                                                 | ۱۰         | ۱۰     | ۲۱  | ۵            | ۱۷۰    | ۱۸             |
| ۲۰۰۱ | فراری        | فراری    | B    | ۱. مایکل شوماخر ۲. روبنس باریکلو                                                 | ۱۱         | ۹      | ۲۴  | ۳            | ۱۷۹    | ۷۷             |
| ۲۰۰۲ | فراری        | فراری    | B    | ۱. مایکل شوماخر ۲. روبنس باریکلو                                                 | ۱۰         | ۱۵     | ۲۷  | ۱۲           | ۲۲۱    | ۱۲۹            |
| ۲۰۰۳ | فراری        | فراری    | B    | ۱. مایکل شوماخر ۲. روبنس باریکلو                                                 | ۸          | ۸      | ۱۶  | ۸            | ۱۵۸    | ۱۴             |
| ۲۰۰۴ | فراری        | فراری    | B    | ۱. مایکل شوماخر ۲. روبنس باریکلو                                                 | ۱۲         | ۱۵     | ۲۹  | ۱۴           | ۲۶۲    | ۱۴۳            |
| ۲۰۰۵ | رنو          | رنو      | M    | ۵. فرناندو آلونسو ۶. جانکارلو فیزیکلا                                            | ۷          | ۸      | ۱۸  | ۳            | ۱۹۱    | ۹              |
| ۲۰۰۶ | رنو          | رنو      | M    | ۱. فرناندو آلونسو ۲. جانکارلو فیزیکلا                                            | ۷          | ۸      | ۱۹  | ۵            | ۲۰۶    | ۵              |
| ۲۰۰۷ | فراری        | فراری    | B    | ۵. فلیپه ماسا ۶. کیمی رایکونن                                                    | ۱۱         | ۹      | ۲۲  | ۱۱           | ۲۰۴    | ۱۰۳            |
| ۲۰۰۸ | فراری        | فراری    | B    | ۱. کیمی رایکونن ۲. فلیپه ماسا                                                    | ۸          | ۸      | ۱۹  | ۱۳           | ۱۷۲    | ۲۱             |
| ۲۰۰۹ | براون        | مرسدس    | B    | ۲۲. جنسون باتن ۲۳. روبنس باریکلو                                                 | ۵          | ۸      | ۱۵  | ۴            | ۱۷۲    | ۱۸٫۵           |
| ۲۰۱۰ | ردبول ریسینگ | رنو      | B    | ۵. سباستین فتل ۶. مارک وبر                                                       | ۱۵         | ۹      | ۲۰  | ۶            | ۴۹۸    | ۴۴             |
| ۲۰۱۱ | ردبول ریسینگ | رنو      | P    | ۱. سباستین فتل ۲. مارک وبر                                                       | ۱۸         | ۱۲     | ۲۸  | ۱۰           | ۶۵۰    | ۱۵۳            |
| ۲۰۱۲ | ردبول ریسینگ | رنو      | P    | ۱. سباستین فتل ۲. مارک وبر                                                       | ۸          | ۷      | ۱۴  | ۷            | ۴۶۰    | ۶۰             |
| ۲۰۱۳ | ردبول ریسینگ | رنو      | P    | ۱. سباستین فتل ۲. مارک وبر                                                       | ۱۱         | ۱۳     | ۲۴  | ۱۲           | ۵۹۶    | ۲۳۶            |
| ۲۰۱۴ | مرسدس        | مرسدس    | P    | ۶. نیکو رزبرگ ۴۴. لوئیس همیلتون                                                  | ۱۸         | ۱۶     | ۳۱  | ۱۱           | ۷۰۱    | ۲۹۶            |
| ۲۰۱۵ | مرسدس        | مرسدس    | P    | ۶. نیکو رزبرگ ۴۴. لوئیس همیلتون                                                  | ۱۸         | ۱۶     | ۳۲  | ۱۳           | ۷۰۳    | ۲۷۵            |
| ۲۰۱۶ | مرسدس        | مرسدس    | P    | ۶. نیکو رزبرگ ۴۴. لوئیس همیلتون                                                  | ۲۰         | ۱۹     | ۳۳  | ۹            | ۷۶۵    | ۲۹۷            |
| ۲۰۱۷ | مرسدس        | مرسدس    | P    | ۴۴. لوئیس همیلتون ۷۷.والتری بوتاس                                                | ۱۵         | ۱۲     | ۲۶  | ۹            | ۶۶۸    | ۱۴۶            |
| ۲۰۱۸ | مرسدس        | مرسدس    | P    | ۴۴. لوئیس همیلتون ۷۷.والتری بوتاس                                                | ۱۳         | ۱۱     | ۲۵  | ۱۰           | ۶۵۵    | ۸۴             |
| ۲۰۱۹ | مرسدس        | مرسدس    | P    | ۴۴. لوئیس همیلتون ۷۷.والتری بوتاس                                                | ۱۰         | ۱۵     | ۳۲  | ۹            | ۷۳۹    | ۲۳۵            |
| ۲۰۲۰ | مرسدس        | مرسدس    | P    | ۴۴. لوئیس همیلتون ۷۷.والتری بوتاس                                                | ۱۴         | ۱۲     | ۲۵  | ۹            | ۵۷۳    | ۲۵۴            |
| ۲۰۲۱ | مرسدس        | مرسدس    | P    | ۴۴. لوئیس همیلتون ۷۷.والتری بوتاس                                                | ۹          | ۹      | ۲۸  | ۵            | ۶۱۳٫۵  | ۲۸             |
| فصل  | شاسی         | موتور    | تایر | رانندگان                                                                         | پول پوزیشن | پیروزی | سکو | سریع‌ترین دور | امتیاز | تفاضل (امتیاز) |
| فصل  | سازنده       |          | تایر | رانندگان                                                                         | پول پوزیشن | پیروزی | سکو | سریع‌ترین دور | امتیاز | تفاضل (امتیاز) |

پررنگ – نشانگر این است که راننده قهرمان رانندگان جهان نیز شده است.
1. ^  تنها رانندگانی که بر مجموع امتیازهای نهایی اثرگذار بوده‌اند نشان داده شده‌اند. شمارهٔ خودروهای تنها در مواردی درج شده‌است که راننده در طول فصل آن شماره را برای خود حفظ کرده‌است. (شماره‌های راننده‌های جایگزین در پرانتز نوشته شده‌است).
2. ^  تنها امتیازهای محاسبه‌شده برای مشخص کردن سازندهٔ قهرمان درج شده‌اند.
3. ^  ماترا تنها سازنده‌ای است که بدون استفاده از محصولات خودش برندهٔ عنوان سازندهٔ قهرمان شده‌است. (خودروهای ماترا از طریق تیم ماترا اینترنشنال متعلق به کن تایرل در مسابقات شرکت داده‌شدند)
4. ^  مک‌لارن ۲۰۳ امتیاز کسب کرد، اما از قهرمانی محروم شد.
5. ^  سیستم امتیازدهی برای فصل ۲۰۱۰ مورد بازبینی عمده قرار گرفت، این موضوع باعث بروز تفاوت‌های مفرط در مجموع امتیازها شد.

## بر پایه سازنده
| سازنده  | پیروزی(ها) | فصل(ها)                                                                                        |
| ------- | ---------- | ---------------------------------------------------------------------------------------------- |
| فراری   | ۱۶         | ۱۹۶۱، ۱۹۶۴، ۱۹۷۵، ۱۹۷۶، ۱۹۷۷، ۱۹۷۹، ۱۹۸۲، ۱۹۸۳، ۱۹۹۹، ۲۰۰۰، ۲۰۰۱، ۲۰۰۲، ۲۰۰۳، ۲۰۰۴، ۲۰۰۷، ۲۰۰۸ |
| ویلیامز | ۹          | ۱۹۸۰، ۱۹۸۱، ۱۹۸۶، ۱۹۸۷، ۱۹۹۲، ۱۹۹۳، ۱۹۹۴، ۱۹۹۶، ۱۹۹۷                                           |
| مک‌لارن  | ۸          | ۱۹۷۴، ۱۹۸۴، ۱۹۸۵، ۱۹۸۸، ۱۹۸۹، ۱۹۹۰، ۱۹۹۱، ۱۹۹۸                                                 |
| مرسدس   | ۸          | ۲۰۱۴، ۲۰۱۵، ۲۰۱۶، ۲۰۱۷، ۲۰۱۸، ۲۰۱۹، ۲۰۲۰، ۲۰۲۱                                                 |
| لوتوس   | ۷          | ۱۹۶۳، ۱۹۶۵، ۱۹۶۸، ۱۹۷۰، ۱۹۷۲، ۱۹۷۳، ۱۹۷۸                                                       |
| ردبول   | ۴          | ۲۰۱۰، ۲۰۱۱، ۲۰۱۲، ۲۰۱۳                                                                         |
| کوپر    | ۲          | ۱۹۵۹، ۱۹۶۰                                                                                     |
| برابهام | ۲          | ۱۹۶۶، ۱۹۶۷                                                                                     |
| رنو     | ۲          | ۲۰۰۵، ۲۰۰۶                                                                                     |
| ون‌وال   | ۱          | ۱۹۵۸                                                                                           |
| بی‌آرام  | ۱          | ۱۹۶۲                                                                                           |
| ماترا   | ۱          | ۱۹۶۹                                                                                           |
| تایرل   | ۱          | ۱۹۷۱                                                                                           |
| بنتون   | ۱          | ۱۹۹۵                                                                                           |
| براون   | ۱          | ۲۰۰۹                                                                                           |

یادداشت: سازندگانی که نام آن‌ها به‌صورت پررنگ نوشته‌شده، در مسابقات قهرمانی فصل ۲۰۲۲ شرکت کرده‌اند.

## بر پایه ملیت
| کشور     | پیروزی(ها) | سازنده(ها) | نام سازندگان (پیروزی‌ها)                                                                                           |
| -------- | ---------- | ---------- | --- |
| بریتانیا | ۳۳         | ۱۰         | ویلیامز (۹)، مک‌لارن (۸)، لوتوس (۷)، برابهام (۲)، کوپر (۲)، ون‌وال (۱)، بی‌آرام (۱)، تایرل (۱)، بنتون (۱)، براون (۱) |
| ایتالیا  | ۱۶         | ۱          | فراری (۱۶) |
| آلمان    | ۸          | ۱          | مرسدس (۸) |
| اتریش    | ۴          | ۱          | ردبول (۴) |
| فرانسه   | ۳          | ۲          | رنو (۲)، ماترا (۱)                                                                                                |

## بر پایه پیشرانه
| تولیدکننده | پیروزی(ها) | فصل(ها)                                                                                       |
| ---------- | ---------- | --------------------------------------------------------------------------------------------- |
| فراری      | ۱۶         | ۱۹۶۱، ۱۹۶۴، ۱۹۷۵، ۱۹۷۶، ۱۹۷۷، ۱۹۷۹، ۱۹۸۲، ۱۹۸۳، ۱۹۹۹، ۲۰۰۰، ۲۰۰۱، ۲۰۰۲، ۲۰۰۳، ۲۰۰۴، ۲۰۰۷ ۲۰۰۸ |
| رنو        | ۱۲         | ۱۹۹۲، ۱۹۹۳، ۱۹۹۴، ۱۹۹۵، ۱۹۹۶، ۱۹۹۷، ۲۰۰۵، ۲۰۰۶، ۲۰۱۰، ۲۰۱۱، ۲۰۱۲، ۲۰۱۳                        |
| فورد *     | ۱۰         | ۱۹۶۸، ۱۹۶۹، ۱۹۷۰، ۱۹۷۱، ۱۹۷۲، ۱۹۷۳، ۱۹۷۴، ۱۹۷۸، ۱۹۸۰، ۱۹۸۱                                    |
| مرسدس **   | ۱۰         | ۱۹۹۸، ۲۰۰۹، ۲۰۱۴، ۲۰۱۵، ۲۰۱۶، ۲۰۱۷، ۲۰۱۸، ۲۰۱۹، ۲۰۲۰، ۲۰۲۱                                    |
| هوندا      | ۶          | ۱۹۸۶، ۱۹۸۷، ۱۹۸۸، ۱۹۸۹، ۱۹۹۰، ۱۹۹۱                                                            |
| کلایمکس    | ۴          | ۱۹۵۹، ۱۹۶۰، ۱۹۶۳، ۱۹۶۵                                                                        |
| رپکو       | ۲          | ۱۹۶۶، ۱۹۶۷                                                                                    |
| تگ ***     | ۲          | ۱۹۸۴، ۱۹۸۵                                                                                    |
| ون‌وال      | ۱          | ۱۹۵۸                                                                                          |
| بی‌آرام     | ۱          | ۱۹۶۲                                                                                          |

تولیدکنندگان پیشرانه‌ای که نام آن‌ها به‌صورت پررنگ نوشته‌شده، در مسابقات قهرمانی فصل ۲۰۲۱ شرکت کرده‌اند.

^  ساخته‌شده توسط  کازوورث
^  در سال ۱۹۹۸ ساخته‌شده توسط  ایلمور
^  ساخته‌شده توسط  پورشه